# Oschogino-See

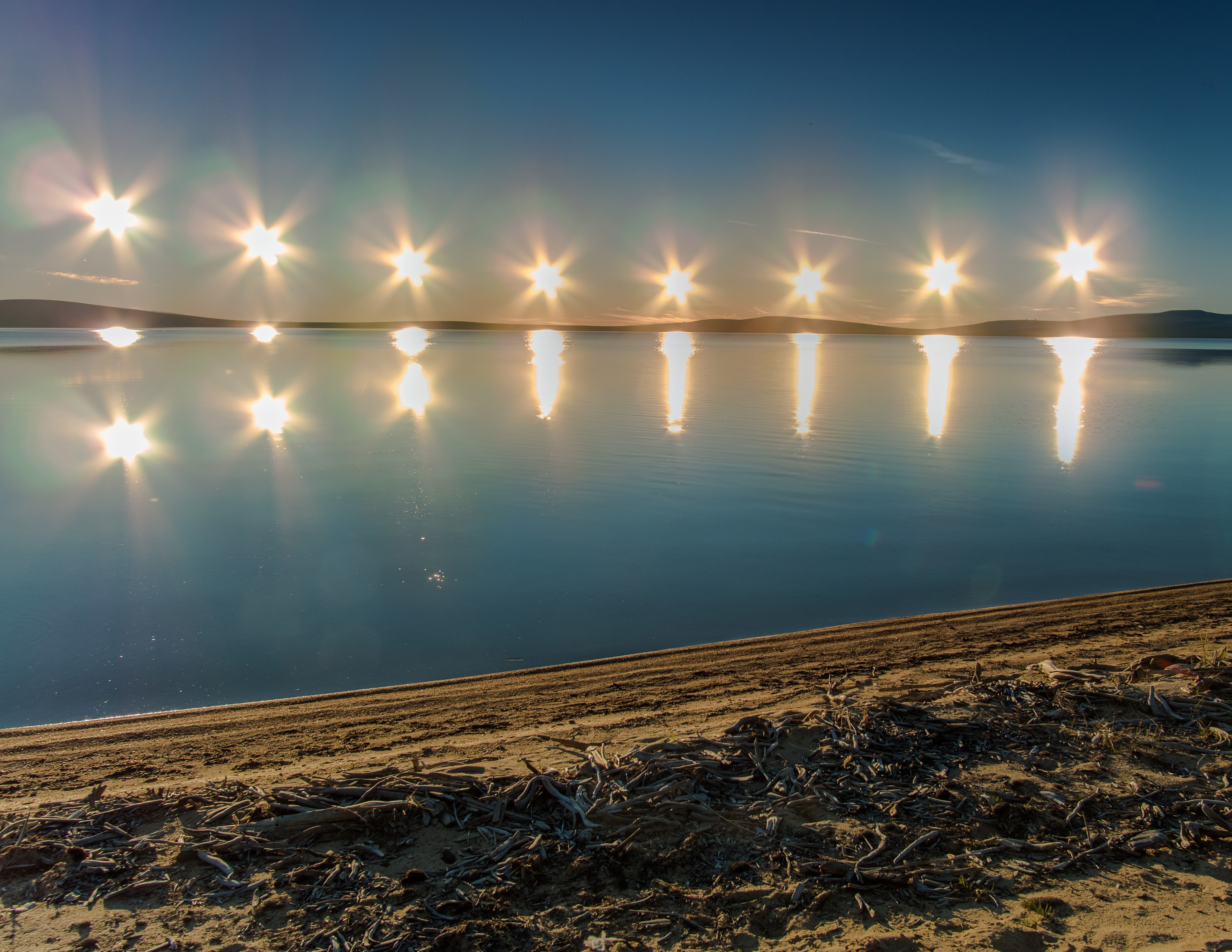
Der in hoher geographischer Breite gelegene See weist zahlreiche Polartage auf

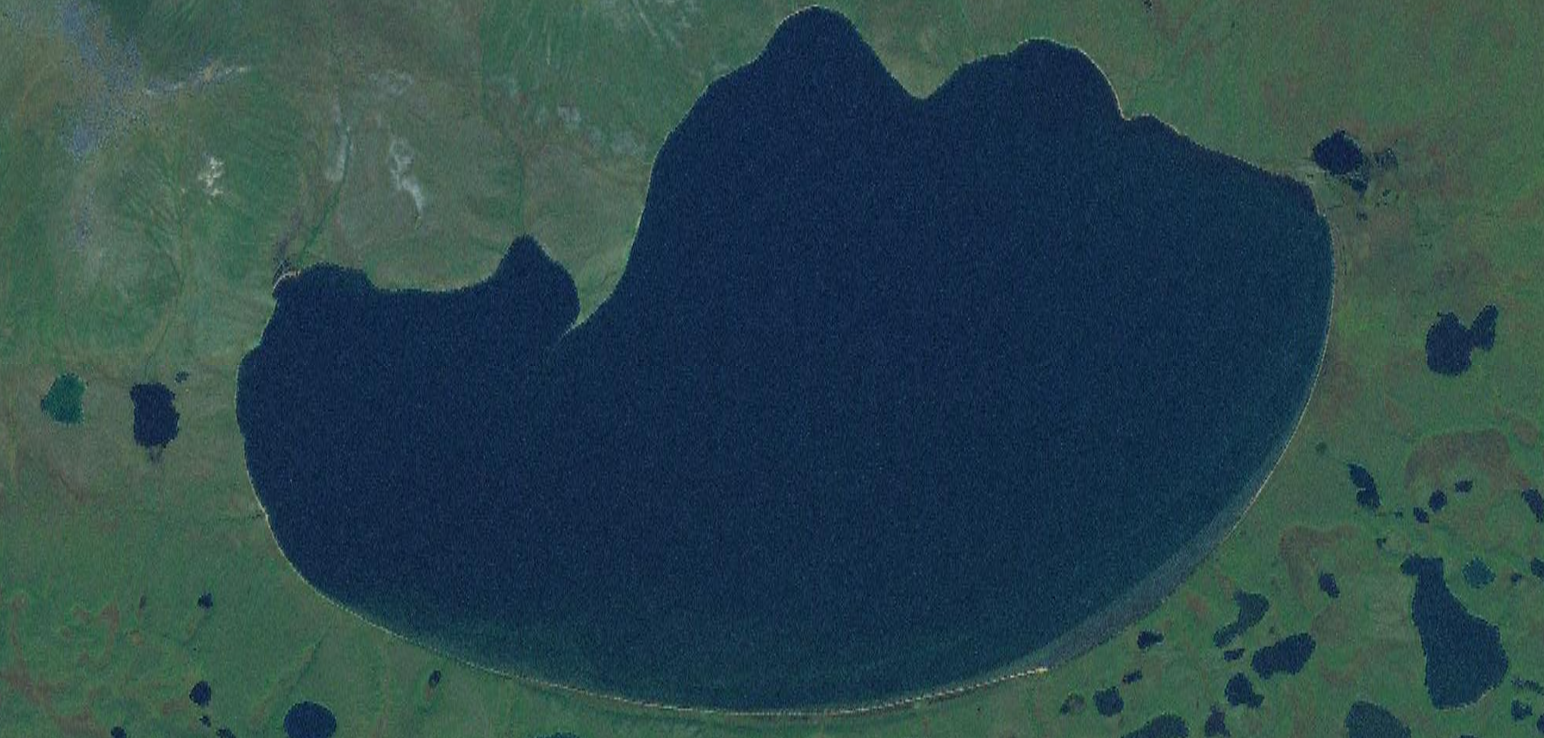
Satellitenaufnahme

Der Oschogino-See (russisch: Ожогино) liegt in der Republik Sacha (Jakutien) in Nordost-Sibirien an den südöstlichen Hängen der Polousny-Erhebung. Das seichte Gewässer zeichnet sich durch seine Größe von 157 km² aus. Fernab menschlicher Siedlungen im unwirtlichen borealen Norden ist der See von einer tundraartigen Landschaft umgeben und nur in den Sommermonaten eisfrei.

## Hydrologie
Der Oschogin-Fluss (ein Nebenfluss der Indigirka) fließt aus dem See ab. Der See wird hauptsächlich durch Schnee- und Regenwasser gespeist und friert normalerweise im späten September und bleibt bis Juni eisbedeckt. Das Einzugsgebiet beträgt 597 km².

## Ökologische Bedeutung
Am 6. März 1996 wurde ein Naturschutzgebiet rund um den See eingerichtet, um die Fischpopulationen, insbesondere die Wanderwege der Coregonen während der Laichzeit, zu schützen. Der See und seine Umgebung unterstützen die Erhaltung von Wasservögeln, Pelztieren, wilden Huftieren und seltenen Pflanzenarten. Das Gesamtgebiet des Schutzgebietes beträgt über 200 Hektar.

## Umgebung
Zwischen 1951 und 1953 befand sich das gleichnamige Gulag-Arbeitslager Oschogino in südöstlicher Nähe des Sees.